# Pergula

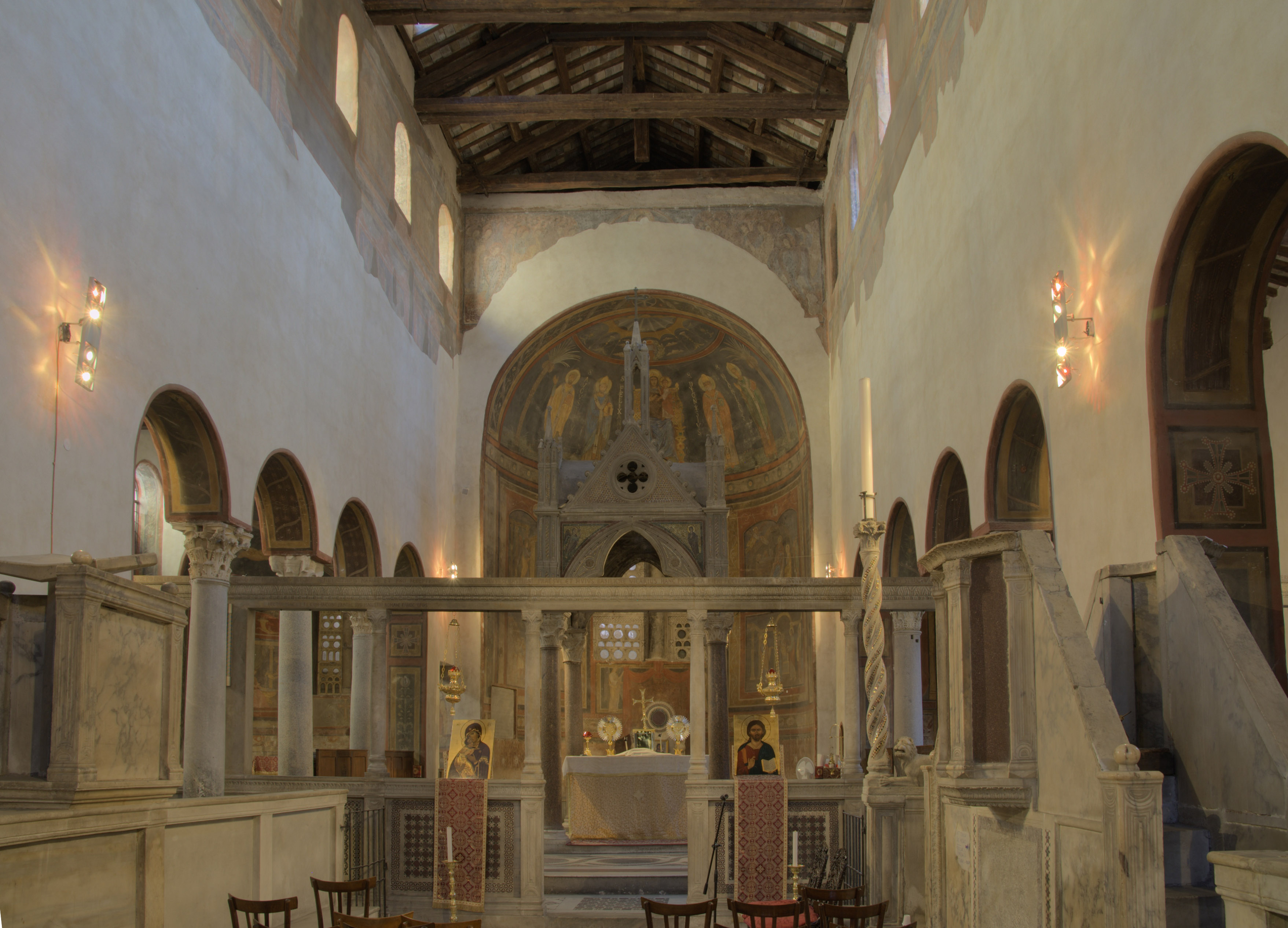
La pergula di Santa Maria in Cosmedin a Roma.

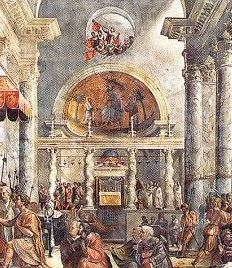
La pergula dell'antica basilica di San Pietro a Roma.

La pergula è una struttura divisoria dello spazio liturgico del coro da quello della navata nell'edificio ecclesiale paleocristiano, noto anche come templon (dal greco τέμπλον, "tempio") in ambito bizantino. 
L'elemento apparve per la prima volta nelle chiese cristiane intorno al V secolo; è costituito da una serie di colonne, a supporto di un architrave a cui venivano appese le lampade votive, che potevano anche poggiare sul parapetto inferiore, lasciando aperto solo un accesso centrale.
Durante il medioevo la struttura di separazione fu realizzata con materiali diversi (legno, muratura, pietra). Nel periodo gotico e tardo gotico in area francese e nordica assunse forme elaborate e divenne un pontile accessibile per la lettura del Vangelo (jubé).
Un esempio tuttora esistente è quello presente nella Basilica di Santa Maria in Cosmedin a Roma; un esempio scomparso, ma molto conosciuto è la pergula dell'antica basilica di San Pietro a Roma, con le famose colonne tortili ispirate al Tempio di Gerusalemme.
Mentre in occidente l'elemento si è abbassato a divenire la balaustra che cinge il presbiterio, in oriente si è evoluto nell'iconostasi moderna, ancora oggi presente nelle chiese ortodosse, che se ne distingue per la specifica funzione di esposizione di immagini sacre.